# ده عرب (فراغة)
ده عرب (بالفارسية: ده عرب) هي قرية تقع في إيران في قسم فراغة الريفي. يقدر عدد سكانها بـ 925 نسمة .